# 멜라니아 트럼프
멜라니아 트럼프(영어: Melania Trump, 본명: 멜라니아 크나우스(슬로베니아어: Melanija Knavs 멜라니야 크나우스, 영어: Melania Knauss 멜라니아 크나우스[*]), 1970년 4월 26일 ~ )는 슬로베니아 출신 미국의 전직 모델, 사업가이다. 2017년부터 2021년까지 미국의 대통령 영부인직을 수행했다가 2025년부터 다시 수행했다. 2005년, 제45이자 제47대 미국 대통령 겸 부동산 개발업자인 도널드 트럼프와 결혼했다. 현재의 슬로베니아(구 유고슬라비아)에서 태어나 2001년에 미국 영주권을 취득하고 2006년에 미국으로 귀화했다.
남편 도널드 트럼프가 제45대 미국 대통령직에 당선되면서, 2017년 1월 20일부터 2021년 1월 20일까지 영부인직을 수행했다. 미국이 아닌 곳에서 태어난 두 번째 미국 영부인이다. 멜라니아 이전에는 제6대 대통령 존 퀸시 애덤스의 아내인 루이자 애덤스로, 영국 출신이다. 그리고 멜라니아는 첫 번째 동유럽권 영부인이 되었다.

## 생애
1970년 4월 26일 유고슬라비아 사회주의 연방공화국(현재의 슬로베니아) 노보메스토에서 태어났다. 아버지 빅토르 크나우스(Viktor Knavs)는 국유 생산 자동차·오토바이 대리점을 운영했으며, 슬로베니아 공산당원이었다. 어머니 아말리야 울치니크(Amalija Ulčnik)는 아동 의류 회사의 도안가였다. 멜라니아에게는 이네스(Ines)라는 자매가 있다.
세우니차에서 어린 시절을 보냈던 멜라니아는 류블랴나에서 고등학교를 졸업했고 류블랴나 대학교를 1년 간 다니다가 중퇴했다. 하지만 멜라니아의 웹사이트에서는 건축과 디자인 학위를 취득했다고 밝히고 있다. 2016년 미국 공화당 전당대회 공식 프로그램 내에서는 자세하진 않으나 멜라니아가 슬로베니아에서 학위를 취득했다고 밝히고 있다.
멜라니아는 5개 언어를 구사한다.(영어, 프랑스어, 독일어, 이탈리아어, 스페인어)

## 경력

### 모델
16살 때 모델 활동을 시작했다. 18살 때 이탈리아 밀라노의 한 모델 에이전시와 계약했다. 대학 중퇴 후 밀라노, 파리에서 모델 활동을 하다가, 1996년에 뉴욕으로 거처를 옮겼다. 헬무트 뉴턴(Helmut Newton), 파트리크 드마르슐리에(Patrick Demarchelier), 마리오 테스티노(Mario Testino) 등 여러 사진가들과 작업했다. 하퍼스 바자 불가리아, 오션 드라이브, 인스타일 웨딩, 뉴욕 매거진, 애비뉴, 베니티 페어 이탈리아, 보그, GQ UK 등 여러 잡지의 표지를 장식했다. 2000년, 스포츠 일러스트레이티드 수영복 발행호에서 비키니 모델로도 나왔다. 도널드 트럼프의 도널드 모델 매니지먼트와 계약을 맺었다.

## 도널드 트럼프와의 결혼

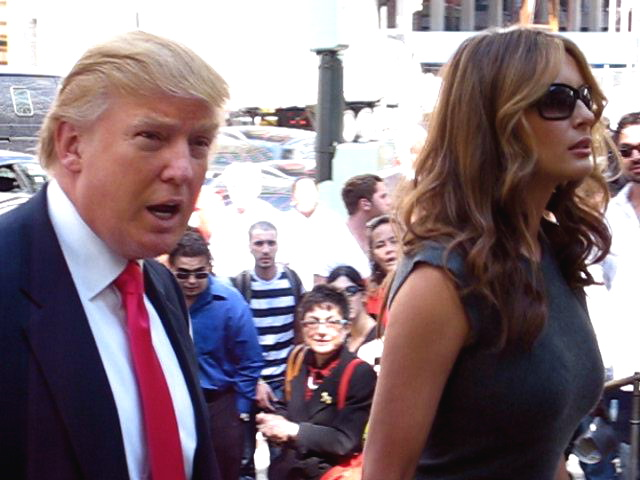
2006년, 도널드 트럼프와 뉴욕에서

1998년 9월, 뉴욕 패션 위크의 한 파티에서 도널드 트럼프와 처음으로 만나게 됐다. 당시 도널드는 말라 메이플스와 별거 중이었고 교제하는 여성이 있어서, 멜라니아에게 연락처를 알려주지 않았다. 1999년, 하워드 스턴 쇼(The Howard Stern Show)에서 멜라니아와 트럼프의 교제 사실이 알려졌다. 2004년, 도널드의 리얼리티 텔레비전 쇼 어프렌티스가 성공하면서 둘의 교제는 더 많은 관심을 받았다.
2004년 약혼을 한 후 2005년 1월 22일, 멜라니아는 도널드와 결혼했다. 2006년, 아들 배런 윌리엄 트럼프(Barron William Trump)를 낳았다.
2015년 도널드가 미 대통령 출마 선언을 했을 때, 멜라니아는 뉴욕 타임스와의 인터뷰에서 다음과 같이 밝혔다. "그가 대통령이 된다면, 전 베티 포드나 재클린 케네디 같이 그를 내조하는 쪽으로 할 겁니다."

## 찬조 연설 표절 논란
2016년 7월 8일, 멜라니아는 2016년 미국 공화당 전당대회 첫 날에 찬조 연설을 했다. 이후 멜라니아의 연설 내용이 2008년 미국 민주당 전당대회에서 미셸 오바마가 한 연설을 표절한 게 아니냐는 주장이 제기됐다. 트럼프 측은 의혹을 부인했고, 멜라니아는 약간의 도움만 받았을 뿐 연설 내용을 본인이 직접 작성했다고 답했다. 이후 트럼프 측은 계속해 해명에 나섰으나, 표절 의혹은 쉽사리 가시지 않았다.
멜라니아의 연설문 작성을 도왔던 작가 메러디스 매카이버는 다음과 같이 밝히며 트럼프 측에 사과와 함께 사임 의사를 밝혔다.
"우리 작가팀은 멜라니아와 '멜라니아에게 영향을 준 사람'과 '멜라니아가 미국 시민들에게 전하고 싶은 메시지'에 관해 얘기를 했죠. 멜리니아는 늘 미셸 오바마를 좋아했다고 했습니다. 그리고 제게 전화로 미셸 오바마가 한 연설 몇 개를 들려줬죠. 전 그걸 적었고 이후에 몇 구절을 따 초안에 넣었습니다. 결국 그 내용이 그대로 반영된 채 최종 연설문이 되었죠."

트럼프 측은 매카이버의 사임을 받아들이지 않았다.